# أخلاق طبيعية
تصف الأخلاق الطبيعية شكلاً من الأخلاق التي تقوم على كيفية تطور البشر، بدلاً من الأخلاق المكتسبة من الأعراف المجتمعية أو التعاليم الدينية.
تعد نظرية تشارلز داروين للتطور جوهرية في المفهوم الحديث للأخلاق الطبيعية، على الرغم من أن جذورها تعود إلى الطبيعة على الأقل.